# Parkia filicoidea
Parkia filicoidea är en ärtväxtart som beskrevs av Daniel Oliver. Parkia filicoidea ingår i släktet Parkia och familjen ärtväxter. Inga underarter finns listade i Catalogue of Life.